# Typový rodinný dům U Lomu 632
Typový rodinný dům ve Zlíně v ulici U Lomu s číslem popisným 632 přináleží ke vzorové kolonii rodinných domů U Lomu na jižním okraji města za Gahurovým prospektem. Obytná kolonie a s ní i tato stavba vznikly v souvislosti s mezinárodní bytovou soutěží, kterou vyhlásila firma Baťa na začátku roku 1935. Kromě čtveřice porotou oceněných návrhů byl realizován ještě v červnu téhož roku také tento domek, který připravilo stavební oddělení firmy Baťa. V roce 1983 byl objekt spolu s ostatními zapsán na seznam nemovitých kulturních památek.

## Historie
Po roce 1918 se v Baťově obuvnickém závodě spolu s růstem objemu výroby rapidně zvyšoval také počet pracujících. Zlínský výrobní koncern se tak v meziválečném období spolu s rozvojem svých továren snažil zajistit svým zaměstnancům příhodné pracovní i životní podmínky, a to včetně bydlení. Potřebné intenzity nabyla výstavba se standardizovaným druhem čtyřdomku, který během dvou let 1925–1927 souvisle pokryl dosud nezastavěné území dělnické čtvrti Letná a severně od řeky Dřevnice se začaly rozrůstat také Zálešná a Podvesná s využitím typizovaných dvojdomků. Stavěly se také svobodárny a internáty. Do roku 1934 postavila firma 2 529 nájemních domků a podle tvrzení firemního tisku zajistila zázemí pro 70 % svých pracovníků.

### Mezinárodní soutěž
Na přelomu 20. a 30. let 20. století se v Evropě hledaly nové formy výstavby obytných domů, proběhlo několik výstav moderního bydlení a byla zbudována vzorová sídliště, například Weissenhof ve Stuttgartu (1927), kolonie Nový dům v Brně (1928) nebo osada Baba v Praze (1932). Ve snaze porušit jednotvárnost dosavadní výstavby na základě apelací Vladimíra Karfíka, který byl od roku 1930 vedoucím architektonického ateliéru, vyhlásila společnost Baťa v roce 1935 také ve Zlíně mezinárodní soutěž na nový typ rodinného domu, jejímž hlavním výstupem se posléze stala vzorová kolonie U Lomu.
Cílem soutěže měly být levné a dobře dispozičně řešené byty včetně nábytku, respektující obvyklé zlínské konstrukční způsoby. Návrhy měly být předloženy zprvu do 15. března, termín byl pak o měsíc prodloužen. V porotě byli kromě Jana Antonína Bati a starosty města Dominika Čipery architekti František Lýdie Gahura, Bohuslav Fuchs, Pavel Janák, Dušan Jurkovič, Jaroslav Syřiště, chorvatský Edo Šen a dokonce obdivovaný švýcarský Le Corbusier. V květnu 1935 byly vyhlášeny výsledky a nastal tlak na rychlou realizaci staveb se záměrem prezentovat je 25. června téhož roku účastníkům mezinárodního kongresu zaměřeného na bytovou kulturu. Následně pak měly být vybrány typy vhodné pro hromadnou výstavbu ve Zlíně a Otrokovicích (někdejším Baťově).

### Výsledky a realizované domy
Celkem bylo osloveno 550 firem a do soutěže se přihlásilo 289 návrhů, z nichž většina čítající 243 byla z Československa, další byly od architektů z osmi jiných evropských zemí. Po tříkolovém posuzování se porota nakonec rozhodla 1. a 2. cenu neudělit a udělila až dvě 3. ceny s odměnou 7 000 korun. Jednalo se o projekty dvojdomku Adolfa Benše a Františka Jecha (U Lomu 631 a 5685) a jednodomku švédského architekta Erika Svedlunda (Nad Ovčírnou VI 626). Z oceněných projektů se pak výstavby dočkaly ještě další dva návrhy: nadstandardní dům architekta Vladimíra Karfíka odměněný částkou 3 000 korun (U Lomu 629) a dvojdomek Antonína Vítka s odměnou 2 000 korun (Nad Ovčírnou VI 627 a 5684). Sériové výstavby se však žádný ze soutěžních návrhů nedočkal.
Ve vzorové kolonii U Lomu byl v roce 1935 postaven kromě těchto čtyř vybraných soutěžních návrhů ještě typový jednodomek, který navrhlo Stavební oddělení firmy Baťa (U Lomu 632). Dalším podobně doplněným objektem se stal nadstandardní typový rodinný domek od Vladimíra Karfíka se vstupní halou a dvouramenným schodištěm o celkové užitné ploše asi 140 metrů čtverečních (U Lomu 633, resp. 634). Tento dům byl však později zbourán a nahrazen replikou.

## Architektura

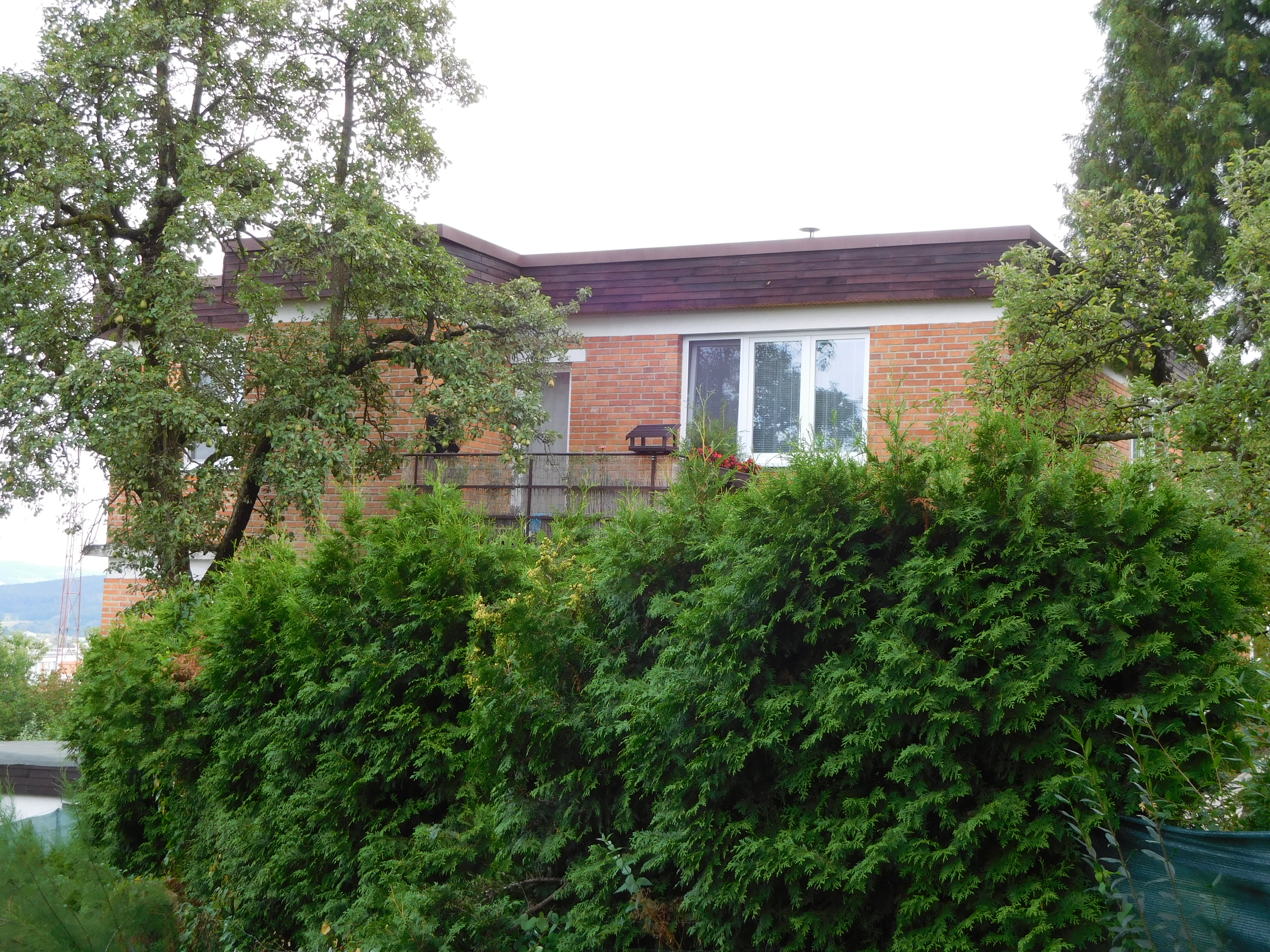
Pohled od západu odhaluje výraznou dřevem obloženou římsu po obvodu střechy.

Typový rodinný dům U Lomu 632 je jako součást komorního obytného souboru v experimentální kolonii U Lomu umístěn ve čtvrti Nad Ovčírnou ve svažitém terénu vrchu Barabáš. Svah navazuje na Gahurův prospekt a soubor domů je situován dále za II. studijním ústavem (pozdějším sídlem krajského ředitelství policie). Jedná se o prominentní lokalitu na jižním okraji města v zeleni při hranici lesa s výhledy na město, kde o pár let později vyrostl také elitní vzdělávací ústav Tomášov. Jednodomek se nachází na horním okraji kolonie nad typem Benš–Jech.
Protože se nejedná o žádný z oceněných návrhů, o samotném domu je toho známo poměrně málo. Volně stojící jednopatrový obytný dům pravoúhlého půdorysu je materiálově řešen tradičně jako většina domů v kolonii z režného cihlového zdiva a s plochou střechou. Celková obytná plocha činila 70 metrů čtverečních. Dům je částečně podsklepený. Přízemní dispozice zahrnuje verandu, obývací pokoj, pracovnu a dále kuchyň s koupelnou i toaletou. V obytném patře pak byly projektovány tři ložnice. Nad verandou je přístupná terasa.

## Památková ochrana
Patrně v červnu 1983 byl dvojdům prohlášen za kulturní památku a je evidován pod rejstříkovým číslem 34823/7-7062. Státní amátkový ústav jej ve shodě s ostatními památkově chráněnými objekty v souboru ohodnotil jako „významný vývojový doklad moderní architektury“.